# Выбан, Генрих Альбертович
Выбан Генрих Альбертович (23 марта 1932, Москва — 20 октября 1990) — советский скульптор.

## Биография
Родился в Москве. Отец — латыш, мать — русская.
Окончил «одно из старейших в Российских художественных учебных заведений по промышленному, монументально- декоративному и прикладному искусству» Московское художественное училище им. Строганова. Генрих Альбертович был талантливым скульптором советского периода, работал в различных техниках.
Дипломная работа — монумент защитникам Москвы на Ленинградском шоссе.
Далее — Дворец Культуры город Серпухов, горельефы, а также горельеф Эмблемы города Серпухов — павлин.
Служил в армии в танковых войсках. Это также отразилось в его творчестве.
Работал над горельефами в Московском метро на станции Кантемировская.
Монумент на выезде в космодром «Байконур».
В 1963 году Генрих Выбран начал своё сотрудничество с Раменском приборостроительным заводом (РПЗ). Работы организовывались Начальником проектно- строительного отдела РПЗ Толокновым Юрием Геннадиевичем. Творческий альянс этих двух талантливых людей перерос в крепкую дружбу, и дал городу Раменское много декорированных публичных культурных объектов:
- Дворец культуры «Сатурн» — скульптура во внутреннем дворе и детали интерьера.
- Кинозал «Сатурн» 1965 — 1967гг.
- Горельеф на Булочной по ул. Михалевича 1968—1970 гг. Материал — бетон на белом цементе.

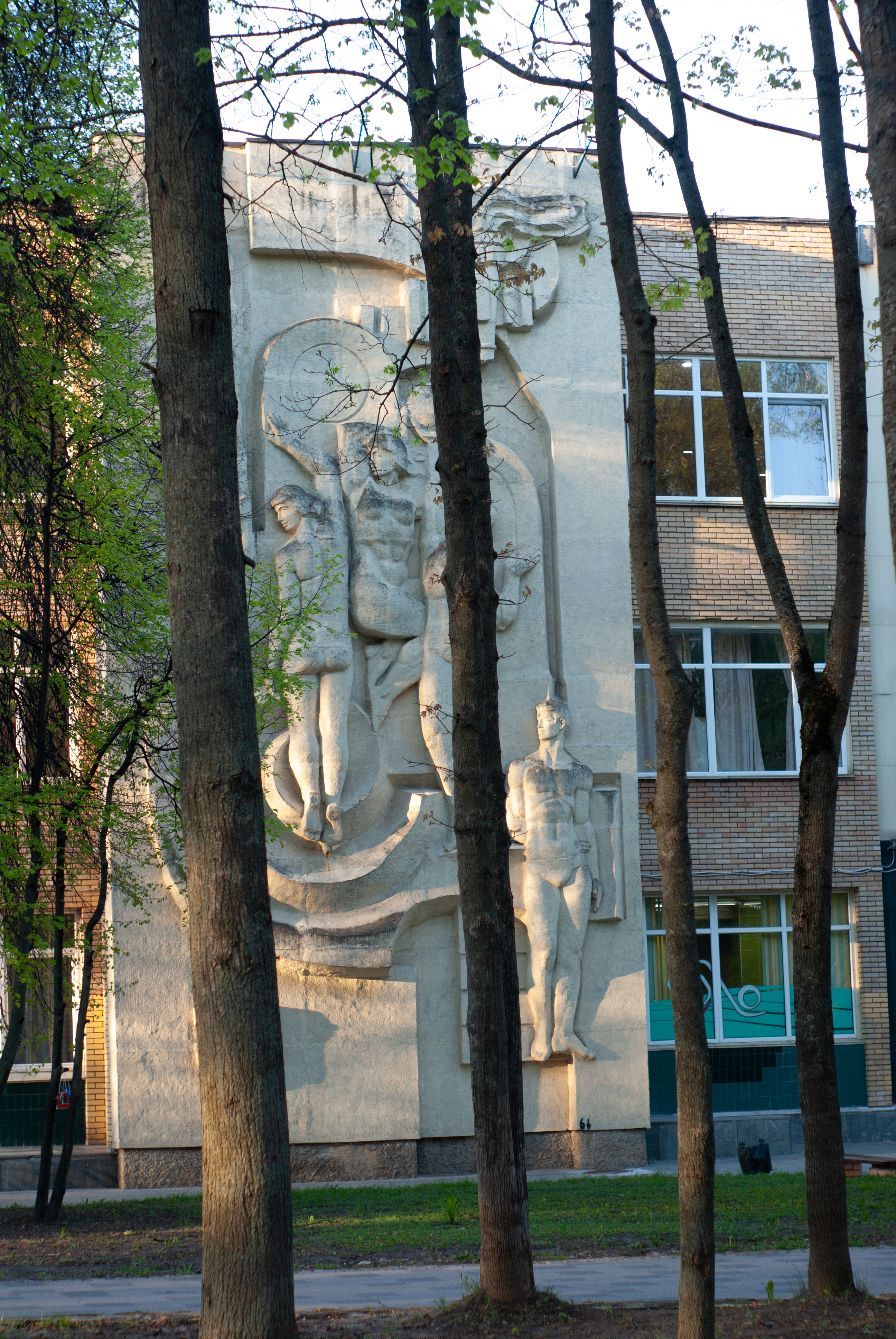
Горельеф на фасаде здания бассейна Сатурн

- Горельеф на фасаде здания бассейна СатурнБассейн «Сатурн» 1973—1978 гг. Горельеф на фасаде здания. Материал: бетон на белом цементе с мраморной крошкой. Там же — вывеска и детали интерьера.
- Профилакторий «Сатурн», 1980—1985 г. Горельеф на фасаде здания, материал — медь, выколотка и сварка. Вывеска и детали интерьера.

Также скульптором Выбаном Г. А. велись работы над декоративной частью объектов г. Раменское Московской области — Клуб юных техников РПЗ, Пионерского лагеря «Сатурн», Общежитием СПТУ 123, Столовая номер 4 РПЗ,Общежитие «Полет» РПЗ, Музеем Трудовой Славы РПЗ.
Также авторству скульптора принадлежали фонтан и объемная композиция «Флюгер» на Базе отдыха «Малореченское» в Крыму.